# Skotská sypavka douglasky
Skotská sypavka douglasky je houbová choroba rostlin způsobená houbou Rhabdocline pseudotsugae z čeledě Hemiphacidiaceae řádu voskovičkotvaré (Helotiales). Patogen Rhabdocline pseudotsugae působí vážné poškození dřevin. Dochází-li k nákazám jehlic opakovaně, může dojít až k odumření mladých stromů. Typickým projevem je opad celých ročníků jehlic. Míra defoliace závisí na překrývání fenologických fází sypavky a stupně počátku rašení. Pokud se tyto dvě fáze nesetkají, k vzniku infekce nedochází.
Skotská sypavka douglasky a švýcarská sypavka douglasky jsou choroby způsobované houbovými patogeny, které infikují pouze douglasku. Infikované jehlice žloutnou, hynou a předčasně opadávají ze stromu. V školkách a u výsadeb vánočních stromků, tyto infekce mohou zničit estetickou hodnotu tak, aby se stromy staly neprodejnými pro použití jako vánoční stromy nebo výsadby v krajině.

## EPPO kód
RBDCPS

## Synonyma patogena

### Vědecké názvy
Podle biolib.cz je pro patogena s označením Rhabdocline pseudotsugae používáno více rozdílných názvů, například Rhabdocline pseudotsugae subsp. epiphylla nebo Rhabdocline pseudotsugae subsp. pseudotsugae,  EPPO uvádí i Dothistroma rhabdoclinis 

## Zeměpisné rozšíření
Evropa, Severní Amerika
Choroba byla prvně zjištěna v Severní Americe v r. 1911 a již v r. 1914 v Evropě ve Skotsku. Další doklady pocházejí z r. 1930 z Anglie, Dánska a Holandska.

### Výskyt v Česku
Před r. 1938 byla choroba zjištěna v Československu. Na začátku 21. století je výskyt houby Rhabdocline pseudotsugae v Česku opakovaně prokazován v přehoustlých mladých porostech (Dobříšsko, Rožmitálsko, Jindřichohradecko). Vzhledem k novým nálezům obou sypavek na území ČR je nutné věnovat porostům douglasky zvýšenou pozornost. Nelze ani vyloučit, chorobba v ČR dosud unikala pozornosti, neboť její výskyt se zprvu neprojevuje opadem infikovaného jehličí.

## Hostitel
- douglaska tisolistá Pseudotsuga menziensii, citlivé jsou modrozelené kultivary 'Glauca' a 'Glauca Pendula'.[4]

## Příznaky
- opad jehlic
- chlorotické skvrny na jehlicích
- fialovošedé zbarvení jehlic
- na spodní strany jehlice podél hlavního nervu se tvoří plodnice
- drobné černé pyknidy v řadách podél středního nervu jehlice
- na stromě zůstávají jen jehlice posledního ročníku

První symptomy se objevují v srpnu až listopadu v podobě drobných chlorotických skvrn, které přechází do fialovošedého mramorování, které je na jaře ještě výraznější. Zbarvení se postupně šíří, až splývá a jehlice zhnědnou.
Jako symptom napadení je popsány jeden nebo více purpurově hnědých pruhů nebo skvrn, které jsou zcela zřetelné a nachází se jak na horní, tak na spodní ploše jehlice. Obvykle před rašením pupenů oblasti s pruhy začnou bobtnat a rozevře se podélně spodní strana infikovaných jehlic. Odtud se uvolní infekční spóry. Černé plodnice (pseudothecia) lze nalézt na spodní straně infikované jehlice na jaře po infekci. To je jediný definitivní příznak infekce, který je možné najít. Nejlepší místo pro hledání je v dolní části koruny, na jehlicích, které již začaly žloutnout nebo hnědnout.
Může se zdát, že jsou dvě malé řady černých teček na spodní každé infikované jehlice.
I když houba infikuje nově rašící jehlice, obvykle nezpůsobí hned opad jehlic, dokud jsou 2 až 3 roky staré, takže může být
třeba zkoumat dva až tři roky staré jehlice, aby bylo možné nalézt důkazy o infekci.
V dubnu až květnu (červnu) se podél hlavního nervu ze spodní strany jehlice tvoří žlutooranžové až hnědé polštářkovité plodnice (apotecia). Z plodnic se uvolňují se z nich oválné, vřetenovité askospory. Konidiové stádium Rhabdogloeum hypophyllum vytváří drobné černé pyknidy v řadách podél středního nervu jehlice. Skotská sypavka douglasky postihuje vždy jeden ročník jehličí a opakováním infekce se zkracují přirůstající výhony a zůstávají jehlice pouze posledního ročníku. 

## Význam
Největší škody působí skotská sypavka douglasky ve školkách, v mladých porostech ve věku 5–30 let a především na plantážích vánočních stromků. V napadených porostech vznikají hospodářské ztráty nejen snížením přírůstu, ale i následným poškozením oslabených stromů a napadení chřadnoucích dřevin dalšími patogeny.

## Biologie
Během jara, v dubnu až červnu se podél hlavního nervu ze spodní strany jehlice tvoří a dozrávají žlutooranžové až hnědé polštářkovité plodničky 2–4 mm velké, které nadzvedávají pokožku jehlic a v době zralosti se za vlhkého počasí otevírají úzkou štěrbinou. Z apotecií se uvolňují askospory, které infikují rašící jehlice. 
Výtrusy jsou 18–20 x 6,5–7,5 um velké, oválné nebo vřetenovité, až při úplné zralosti rozdělené příčnou přehrádkou. Na napadeném jehličí se objevuje i konidiové stadium Rhabdogloeum hypophyllum Ellis et Gil. s pyknidami uspořádanými v řadách podél středního nervu jehlice. Jehličí napadené skotskou sypavkou v následujícím roce odumírá a na podzim postupně opadává. Při opakované infekci po několik let zůstávají na větvích douglasek jen jehlice posledního ročníku, výhony jsou většinou velmi krátké. 

## Šíření
Větrem.

## Ochrana rostlin
Chemické postřiky se provádějí pouze u citlivých kultivarů při aktuálním výskytu a to v malých okrasných výsadbách, popř. ve školkách, spektrum používaných fungicidů je stejné jako u sypavek borovice